# Anna Turbau

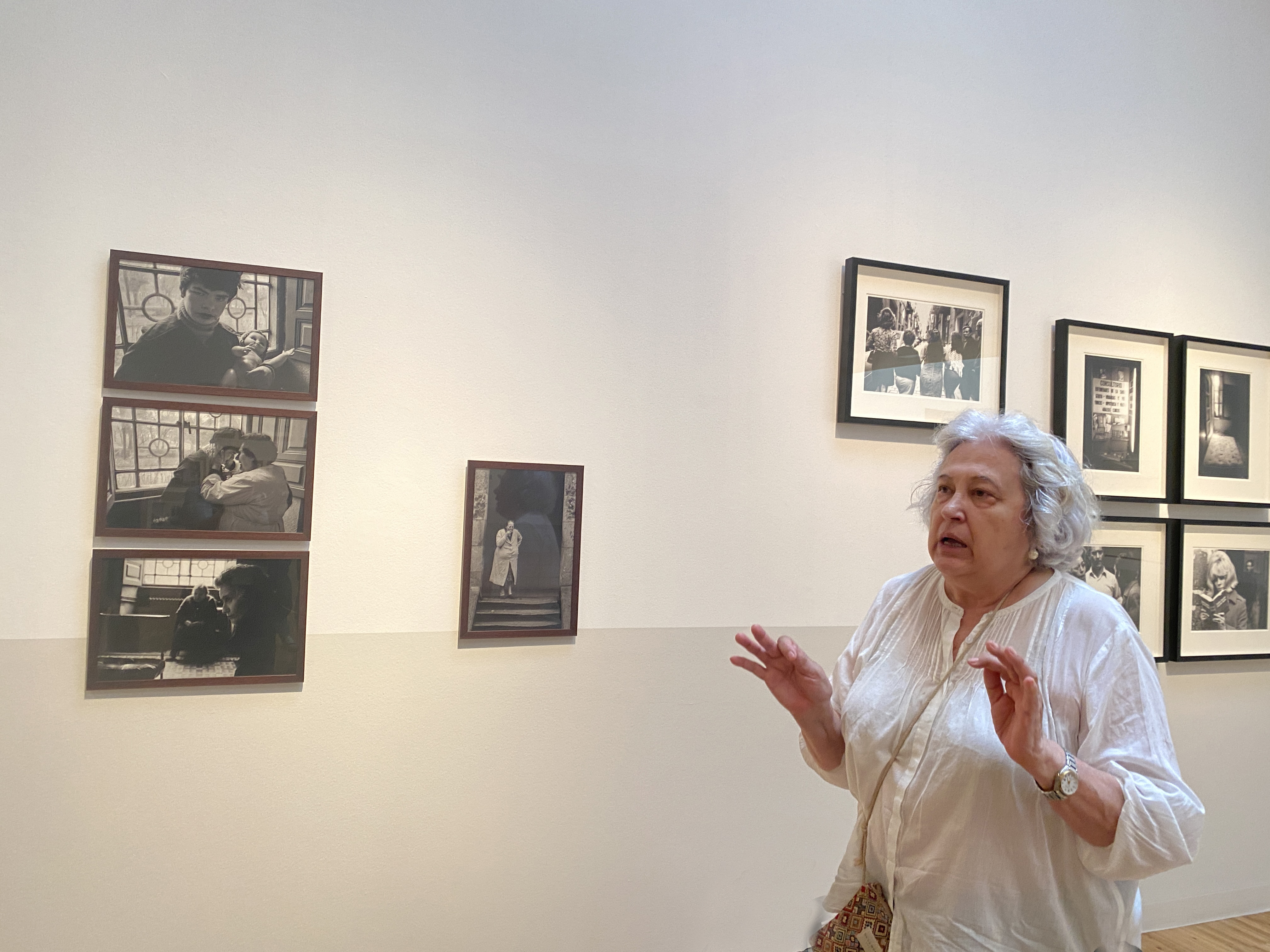
Výstava umělkyně na festivalu Fotonoviembre 2023

Anna Turbau (27. března 1949 Barcelona – 19. března 2025) byla španělská fotožurnalistka spojená s kontrakulturou a fotografickým realismem, která také realizovala dokumentární projekty. Zvláštní význam má její fotografická produkce v Galicii v letech 1975 až 1979, která vzbudila velký zájem na španělské umělecké scéně. Z tohoto důvodu některé její fotografie získaly prestižní instituce, jako je Muzeum královny Sofie. Její fotografický styl, charakteristický obvyklým používáním černé a bílé se symbolickým záměrem a širokoúhlým záběrem k dosažení velmi expresionistických optických efektů, je spojen se stylem jiných fotožurnalistů, jako je Pilar Aymerich nebo Manel Armengol. Anna Turbau mezi svými referencemi vyzdvihla fotografy jako Cristina García Rodero, Koldo Chamorro, Robert Doisneau a Robert Frank.

## Životopis a dílo
Přestože se jako mladá žena zajímala o sochařství, studovala grafický design na Escuela Massana (Centrum pro umění a design) a později na Escola Elisava (Univerzita designu a inženýrství v Barceloně). Během svého studia byla pozvána na dokumentaci squatu v Barceloně pro časopis Interviú, což byl okamžik, kdy objevila svou vášeň pro fotografii, konkrétně pro fotoreportáž. Od té doby se definitivně vzdala designu. Jak sama říká, fotografie jí umožnila „ukázat vše, co diktatura nechtěla vidět“.
Poté, co v roce 1975 vyfotografovala Ciutat Vella v Barceloně, na snímcích, které se snažily zviditelnit neviditelné tím, že ukázaly chudobu a marginalizaci Ravalu, přestěhovala se téhož léta do Galicie, aby pokračovala ve své práci představující lumpenová témata. Jejím prvním záměrem bylo zdokumentovat bytový projekt navržený Césarem Portelou a Pascualou Camposem ve městě O Vao (Pontevedra), který byl postaven pro bydlení romských rodin, na pozvání Galicijského architektonického sdružení. Ale pobyt umělkyně v Galicii se nakonec prodloužil na čtyři roky, v roce 1976 si založila rezidenci v Santiagu de Compostela a pracovala jako dopisovatelka pro časopisy jako Interviú a Primera Plana. Anna Turbau se tak stala svědkyní nových protestních odborových a shromažďovacích hnutí, které se začaly objevovat v období hlubokých politických, sociálních a ekonomických změn poznamenaných španělským přechodem k demokracii. Její archiv téměř deseti tisíc negativů dokumentuje s osobní estetikou mimo jiné demonstrace na podporu autonomního statutu Galicie, mobilizace proti výstavbě AP-9, drama ztroskotání lodi Marbel nebo první ročník festivalu Ortigueira. Její díla zobrazují realitu malých, časem zapomenutých měst, jejich architekturu, jejich obyvatele a především roli žen ve venkovské haličské společnosti. V těchto letech také vstoupila do Psychiatrické nemocnice Conxo v Santiagu de Compostela a vylíčila drsnou realitu tamních lidí. Ačkoli zpráva byla vystavena až téměř o čtyři desetiletí později kvůli tvrdosti snímků a strachu z odvety. Policejní tlak ji donutil ukončit svůj pobyt v Galicii, v roce 1979 se vrátila do Barcelony, ale při pokračování v práci fotožurnalistky narazila na vážné potíže.
V následujících letech byla součástí magazínu Actual, kde musela spolupráci přerušit kvůli statusu svobodné matky. Později nastoupila do TV3, kde 12 let pracovala jako asistentka produkce se specializací na vzdělávací a kulturní programy a byla také aktivní členkou jejího pracovního výboru. Byla také profesorkou fotožurnalistiky na Mezinárodní škole fotografie Grisart v Barceloně. V té době žila mezi Calatañazorem ( Soria ) a Barcelonou a pokračovala ve své fotografické tvorbě, jako je série Mujer y Silencio (Žena a ticho, 2009) nebo dokumentace exhumace válečných poprav v Calatañazoru (2017), ve spolupráci se svým manželem Llorençem Solerem, valencijským dokumentaristou. Pracovní tempo Anny Turbau ovlivnily zdravotní problémy.
V roce 2017 vydala Anna Turbau antologii o svém čase v Haliči: Anna Turbau. Galicia, 1975-1979, vydané Radou pro kulturu v Galicii, kterou doprovázela stejnojmenná výstava.

## Samostatné výstavy
- Fotografías de Jazz (Jazzové fotografie, IX. Barcelona Jazz Festival). Síň Aixelà. Barcelona, 1975. [Hudební palác, 1975.][6]
- Galiza. Galerie Sargadelos, Santiago de Compostela; Spectrum-Canon Gallery, Barcelona, 1979.[6]
- Jazz para cinco instrumentos ("Jazz pro pět nástrojů.") Alternativní prostor kulturního okruhu Caixa de Pensions. Granollers, 1987.[6]
- Santiago, pequena historia natural. Anna Turbau (Santiago, krátký přírodopis.) Pazo de Fonseca (USC). Santiago de Compostela, 1993. [Can Ametller, Molins de Rei, 1995 / University of Trier (Německo), 1997 / Collado Room. Caja Duero, Soria, 1998.][6]
- Paisajes de Soria ("Krajiny Soria"). Fotografický prostor Frances Català-Roca. Barcelona, 1994. [Charly Privat Room, Figueres, 1995.][6]
- Claus des dones. Centrum ženské kultury Francesca Bonnemaison. Barcelona, 2009[6]
- Mujeres de Calatañazor (Ženy z Calatañazoru.) Dům parku Sabinar. Muriel de la Fuente (Soria), 2011.[6]
- Galicia, la transición años 70 (Galicie, přechodné období 70. let) Občanské centrum Golferichs. Barcelona, 2012[6]
- A intimidade da imaxe („Intimita obrazu“.) Panství Fonseca. Santiago de Compostela, 2017. [Městský výstavní palác La Coruña, 2018 / Pazo da Cultura of Pontevedra, 2019.][6][8][13][14]

## Kolektivní výstavy
- Gitanos en el mundo y el mundo gitano. Facultad de Filosofía y Letras de la Universidad Complutense. Madrid, 1979.[6]
- 5 años de fotografía de prensa en España: 1975-1980. Galería Redor-Canon, 1980.[6]
- Muller. Quiosco alfonso. La Coruña, 1980.[6]
- FotoPres 83. La Caixa. Barcelona / Madrid, 1983; FotoPres 84. La Caixa. Barcelona / Madrid, 1984.[6]
- Spanien nach Franco. VHS-Zentrum. Friburgo, Alemania, 1986.[6]
- Museu imaginari. Sala d'Art Alla Prima. Barcelona, 1986.[6]
- 10 anys de fotoperiodissme: 1978-1988. Sala de la Diputació de Tarragona. Tarragona, 1989.[6]
- Traballadoras. Casa da Cultura. Vigo, 1989.[6]
- Els xiringuitos de la Barceloneta. Centre Cívic Pati Llimona. Barcelona, 1992.[6]
- Imagens de Santiago. Bienal Vila Franca de Xira (Portugalsko). 1997.[6]
- Mujer y silencio (Žena a ticho, Llorenç Soler, Anna Turbau, Concha Orrtega a Jesús G. Pastor). Sala Gaya Nuno. Soria, 2009. [Palacio Ducal de Medinaceli, Caja Duero. Zamora, 2009 / Soria, Salamanca, Valladolid, Zaragoza.][6]
- Tan lejos, tan cerca. Documentalismo fotográfico en los años 70 (Tak daleko, tak blízko. Fotografický dokumentarismus v 70. letech, Koldo Chamorro, Cristina García Rodero, Cristóbal Hara, Fernando Herráez, Anna Turbau a Ramón Zabalza). PhotoEspaña. Botanická zahrada, Madrid, 2014 (Fundació Foto Colectania. Barcelona, 2014 / Museo San Telmo, 2015.][6][15][16]
- Repetición y diferencia. Tipologías en la fotografía española. (Opakování a rozdíl. Typologie ve španělské fotografii) Sala San Benito. Městský úřad Valladolid, 2016.[6]